# اچ‌ام‌اس لنکستر (۱۶۹۴)
اچ‌ام‌اس لنکستر (۱۶۹۴) (به انگلیسی: HMS Lancaster (1694)) یک کشتی بود که طول آن ۱۵۶ فوت ۱ اینچ (۴۷٫۶ متر) بود.